# Adolphe Pluchart
Adolphe Pluchart (en russe : Адо́льф Алекса́ндрович Плюша́р), né en 1806 à Saint-Pétersbourg et mort le 23 mars (4 avril) 1865 à Saint-Pétersbourg, est un éditeur russe d'origine française important du XIXe siècle.
C'est entre autres le premier éditeur du Revizor de Gogol (1836), de la traduction du Faust de Goethe (1838) et du Lexicon encyclopédique en russe, resté inachevé (1835-1841), rassemblant un grand nombre d'auteurs, première encyclopédie de ce genre parue en Russie,.
C'est le frère aîné du peintre Eugène Pluchart (1809-vers 1880).

## Biographie
Adolphe Pluchart est le fils de l'éditeur et imprimeur français Alexandre Pluchart (1777-1827) et de son épouse née Sophie-Henriette Wagner. Son père a été invité en Russie comme directeur de l'imprimerie du collège étranger (ministère des Affaires étrangères) en 1805. Adolphe Pluchart étudie à la pension du pasteur Johann von Muralt à Saint-Pétersbourg, puis il étudie la typographie à Paris chez Firmin Didot. Après la mort de son père en 1827, l'entreprise familiale est dirigée par sa veuve (Imprimerie Mme veuve Pluchart & fils), puis par lui-même.
D'après les témoignages de ses contemporains, c'était un homme intelligent, audacieux et déterminé. Pluchart a attiré l'attention générale en ouvrant la meilleure librairie de son époque dans le centre de la capitale : à la maison Tchitcherine, rue Bolchaïa Morskaïa. Le magasin s'appelait le « Salon littéraire français ». L'intelligentsia de Pétersbourg se réunissait souvent ici - éditeurs, artistes, scientifiques, acteurs, écrivains. Adolphe Pluchart et sa famille nombreuse se sont également installés dans cette maison Tchitcherine (ou Kossikovski). L'un de ses contemporains a rappelé que « son magnifique appartement donnant sur la Bolchaïa Morskaïa était décoré avec tout le luxe possible : meubles, miroirs, bronze, tapis, voitures près de la maison, chevaux - une vraie folie ! ». Son imprimerie était équipée d'appareils pour la production de belles publications, et ces dernières, souvent en plusieurs volumes, remplissaient le marché du livre les unes après les autres.

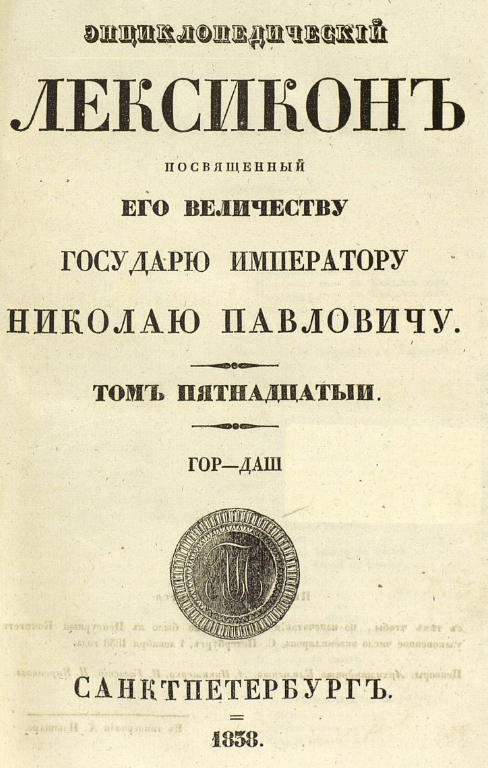
«Энциклопедический лексикон» (Le Lexicon encyclopédique) (tome XV)

Son entreprise importante dans l'édition est Le Lexicon encyclopédique (1835-1841), dont les dix-sept volumes publiés ont constitué à cette époque un phénomène remarquable et un exemple du genre. Pluchart y a consacré beaucoup d'argent, d'énergie et de travail ; mais il a dû lutter contre les obstacles soulevés par les littérateurs de l'époque et a cessé sa publication en 1841. À partir de 1838, Pluchart se lance dans l'édition illustrée avec un premier livre de ce type Don Quichotte de La Manche dans la traduction de Constantin Massalski, avec des illustrations raffinées.
Dans les années 1840, les affaires de Pluchart ont commencé à rencontrer des difficultés, ce qui le contraint à publier divers recueils de récits, d'anecdotes, etc. À la fin de 1842, Pluchart commence à publier des recueils d'articles traduits du français sous le titre : Quarante quarante histoires, mille anecdotes, bons mots, jeux de mots, blagues, etc. Dmitri Grigorovitch, alors inconnu, prend part à son édition. À partir de 1848, Pluchart commence à faire paraître Guirlande. Magazine des derniers modèles de couture, broderie, etc., dont la publication est ensuite reprise par Wilhelm Henckel (Saint-Pétersbourg, en 4°, 1848-1856), et après 1850, en collaboration avec Henckel, il publie Collection picturale d'objets remarquables des sciences, des arts, de l'industrie et de la communauté (en 4°, 1850, 1852, 1853, 1857 et 1858 et pour 1859 n° 1, publié par Pluchart); en 1858, Pluchart publie seul le journal satirique Vesseltchak (Весельчак, le Bon Vivant), « journal de toutes sortes de bizarreries différentes, profanes, littéraires, artistiques et autres » (in 4°, 1858 et en 1859 seul le n° 7).
D'autres éditions incluent la Bibliothèque de voyage, en huit volumes (Saint-Pétersbourg, 1854); Mille anecdotes, bons mots, jeux de mots, blagues, bêtises, etc. , en dix tomes ; Créatures perdues, avec des dessins d'Alexandre Lebedev; Les Blagues de l'artiste de Nikolaï Ievlev et autres; Pluchart a également édité de nombreuses publications pour enfants, telles que La Bibliothèque pour jeunes lecteurs, contenant des histoires, des contes et du théâtre, en dix volumes avec des images.
Sa dernière entreprise est de faire des panneaux d'indication et d'information dans les rues et il se tourne vers Nicolas Ier, mais cela n'a pas de suite. Il obtient vingt-cinq ans plus tard une concession avec l'artiste Mikhaïl Mikéchine, mais cette permission arrive trop tard, car il tombe malade et meurt.
Adolphe Pluchart a travaillé avec acharnement pour la littérature russe en tant qu'éditeur. Il n'a laissé que quelques écrits sous forme de réponses polémiques, comme Réponse de l'éditeur du Lexicon encyclopédique à l'article de L'Abeille du nord n° 298-300 (1836), ou comme dans Les Suppléments littéraires à L'Invalide russe (1837) n° 2 et n° 4. Il y a un article similaire de lui dans L'Invalide russe (1848).
Il est enterré au cimetière catholique de Vyborg à Saint-Pétersbourg, cimetière détruit en 1939.